# Bayers
Bayers (Aussprache [ba'je]) ist eine ehemalige französische Gemeinde mit 117 Einwohnern (Stand 1. Januar 2017) im Département Charente in der Region Nouvelle-Aquitaine. Sie gehörte zum Arrondissement Confolens. Die Bewohner werden Bayersois und Bayersoises genannt.
Der Erlass des Präfekten vom 9. Juni 2016 legte mit Wirkung zum 1. Januar 2017 die Eingliederung von Bayers als Commune déléguée zusammen mit den früheren Gemeinden Aunac und Chenommet zur Commune nouvelle Aunac-sur-Charente fest.
Der Erlass des Präfekten vom 6. November 2024 legte mit Wirkung zum 1. Januar 2025 die Eingliederung von Aunac-sur-Charente zusammen mit der früheren Gemeinde Moutonneau zur neuen, gleichnamigen Commune nouvelle Aunac-sur-Charente fest. Bayers besitzt seitdem wie die bisherigen anderen Communes déléguées keinen derartigen Status mehr.

## Geografie

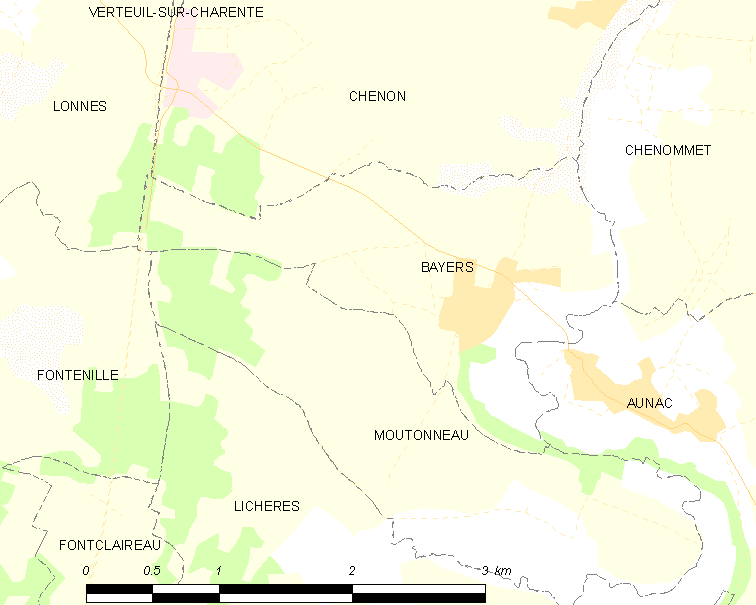
Karte von Bayers

Bayers liegt etwa 31 Kilometer nordnordöstlich von Angoulême und etwa 36 Kilometer westsüdwestlich von Confolens in der historischen Provinz des Angoumois am rechten Ufer der Charente. Das Zentrum liegt an einem Flussarm, einer ehemaligen Flussschlinge der Charente, genannt Bief du Coteau, auf einer Höhe von etwa 103 m. Das Bodenrelief steigt vom Charente-Tal nach Westen hin zunächst markant am Coteau de Bayers an, dann flacher bis auf 123 m im äußersten Westen an. Der tiefste Punkt mit 64 m Höhe wird im Süden beim Austritt der Charente aus dem Ortsgebiet gemessen.
Umgeben wird Bayers von der Nachbargemeinde Chenon im Norden, den Ortsteilen Chenommet im Nordosten, Aunac im Osten und Moutonneau im Süden sowie von den Nachbargemeinden Fontenille im Südwesten und Lonnes im Westen.

## Bevölkerungsentwicklung
| Jahr                       | 1962 | 1968 | 1975 | 1982 | 1990 | 1999 | 2006 | 2013 | 2017 |
| Einwohner                  | 177  | 156  | 153  | 149  | 156  | 129  | 119  | 125  | 117  |
| Quellen: Cassini und INSEE |      |      |      |      |      |      |      |      |      |

## Sehenswürdigkeiten
- Der Donjon der Burg Bayers wurde wahrscheinlich im 12. Jahrhundert errichtet, der wesentliche Teil von Guillaume de La Rochefoucauld im 15. Jahrhundert. Während der Französischen Revolution als Nationalgut verkauft verfiel nach und nach die Burg. die seit 1989 in mehreren Teilen als Monument historique eingeschrieben ist.
- Gotische Kirche Notre-Dame, ehemalige Burgkapelle, um 1600 erbaut
- Getreidemühle aus der zweiten Hälfte des 19. Jahrhunderts, von der Strömung der Charente angetrieben

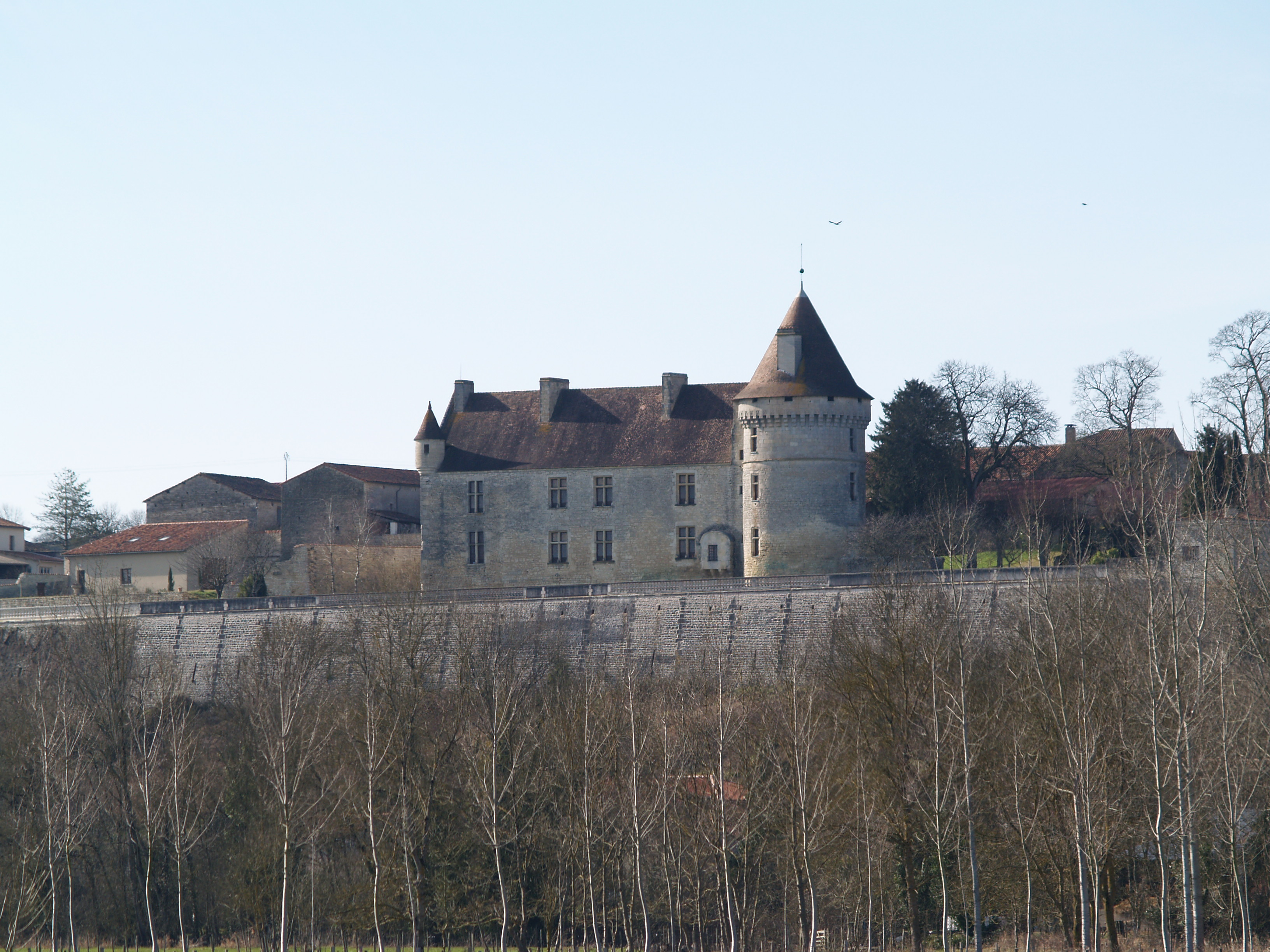
Burg Bayers
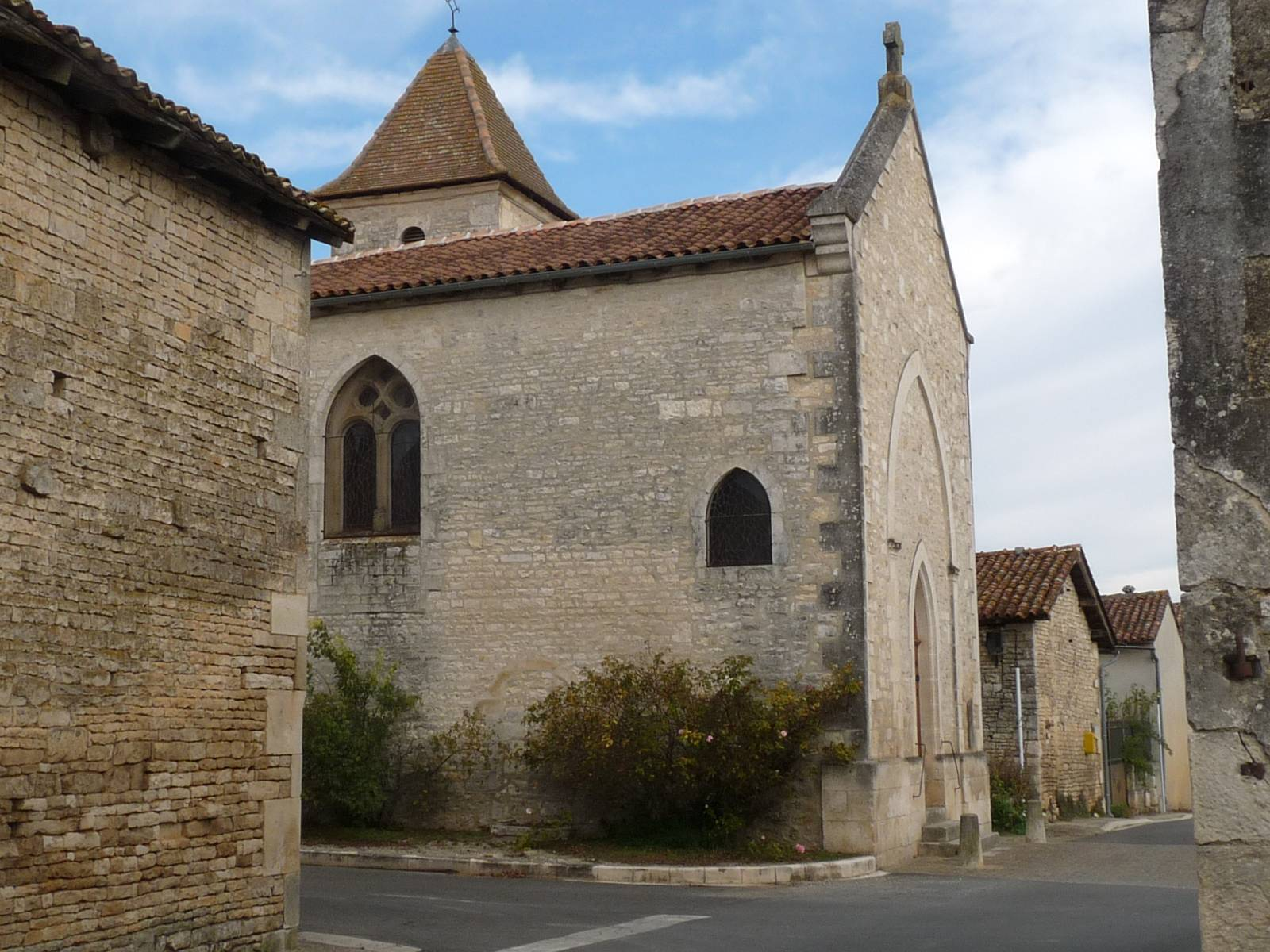
Kirche Notre-Dame

## Persönlichkeiten
- Guy-André-Pierre de Montmorency-Laval (1723–1798), Marschall Frankreichs, auf Burg Bayers geboren